# ديكستر كارتر
ديكستر كارتر (بالإنجليزية: Dexter Carter)‏ هو لاعب كرة قدم أمريكية أمريكي، ولد في 15 سبتمبر 1967 في باكسلي في الولايات المتحدة.

## وصلات خارجية
- ديكستر كارتر على موقع مرجع كرة القدم المحترفة.كوم (الإنجليزية)